# Yoan Pablo Hernández
Yoan Pablo Hernández (ur. 28 października 1984 w Pinar del Río) – kubański bokser, były mistrz świata federacji IBF w wadze junior ciężkiej.

## Amatorska kariera
- 2001 Mistrzostwo Kuby juniorów w wadze ciężkiej
- Udział w mistrzostwach świata juniorów w wadze ciężkiej w Baku:
  - Wygrana z Dato Dundwą (Gruzja)
  - Wygrana z Rufatem Hairbekovem (Azerbejdżan)
  - Przegrana z Siergiejem Iwanowem (Rosja)
- Zdobycie mistrzostwa świata juniorów w 2002 (waga ciężka) w Santiago de Cuba:
  - Wygrana z Justinem White’em (Kanada) RTD 1
  - Wygrana z Witalijem Michalenko (Rosja) 31-11.
  - Wygrana ze Stefanem Köberem (Niemcy) RSC 3
  - Wygrana z Parfaitem Amougou (Kamerun) RSC 3.
- Zdobycie srebrnego medalu na Igrzyskach panamerykańskich w 2003 (waga półciężka) w Santo Domingo
  - Wygrana z Eduardo Beltranem (Ekwador) RSC 1
  - Wygrana z Argenisem Casimiro Núñezem (Dominikana) RSC 4
  - Przegrana z Ramiro Reducindo (Meksyk) (20-37)
- Reprezentant Kuby na Igrzyskach Olimpijskich w Atenach w 2004 w wadze półciężkiej:
  - Przegrana z Jewgienijem Makarienko (Rosja) 18-30
- W 2003 podczas amatorskich mistrzostw Kuby roku został wyeliminowany w trzeciej rundzie przez Odlaniera Solisa.
- Mistrzostwo Kuby w wadze półciężkiej w 2005.

## Kariera zawodowa
Na zawodowych ringach zadebiutował 20 marca 2005 pokonując przez techniczny nokaut w drugiej rundzie Davida Vicene. W swoim piętnastym pojedynku 29 marca 2008 doznał pierwszej porażki ulegając przez TKO w trzeciej rundzie z byłym mistrzem WBC Wayne’em Braithwaite’em tracąc pasy WBA Fedelatin oraz WBC Latino. 17 października 2009 zdobył pas IBF Inter-Continental pokonując Enada Licinę. 12 lutego 2011 znokautował w siódmej rundzie Steve’a Hereliusa odbierając mu tymczasowe mistrzostwo federacji WBA. 1 października 2011 pokonał przez techniczną decyzję mistrza świata federacji IBF Steve Cunninghama odbierając mu pas. Walka została przerwana w szóstej rundzie ze względu na rozcięcia twarzy Hernándeza, a o wyniku zadecydowali sędziowie którzy punktowali 57-56 dla Cunninghama oraz 58-55 i 59-54 dla Hernandeza. 4 lutego 2012 doszło do pojedynku rewanżowego, w którym ponownie pokonał Amerykanina, tym razem przez jednogłośną decyzję, broniąc mistrzostwo IBF oraz zdobywając wakujący pas mistrzowski magazynu The Ring.
15 września 2012 w Stechert Arena w Bambergu, w drugiej obronie pasa mistrza świata federacji IBF, pokonał na punkty Kanadyjczyka Troya Rossa (25-2, 16 KO).
23 listopada 2013 w Stechert Arena w Bambergu, zmierzył się z Rosjaninem Aleksandrem Aleksiejewem. Po bardzo dobrym pojedynku Hernández wygrał przez nokaut w 10-tej rundzie, broniąc po raz trzeci mistrzowski pas.
16 sierpnia 2014 w Erfurcie w kolejnej obronie pasa mistrza świata Hernandez zmierzył się z reprezentantem Niemiec Firatem Arslanem (34-8-2), wygrywając niejednogłośnie na punkty. Sędziowie punktowali 113:115, 115:113 i 116:113 dla Kubańczyka.
We wrześniu 2015 władze federacji IBF pozbawiły Kubańczyka tytułu. Powodem decyzji było po raz kolejny przesunięcie terminu walki z Victorem Emilio Ramirezem (22-2, 17 KO). Hernández posiadał tytuł mistrzowski od 2011, broniąc go czterokrotnie.